# György Lukács
György Lukács ou Georg Lukács (['ɟørɟ 'lukɑːtʃ], Budapeste, 13 de abril de 1885 — Budapeste, 4 de junho de 1971) foi um filósofo, crítico literário e historiador literário húngaro. Como crítico literário, Lukács foi especialmente influente, sendo reconhecido como o precursor dos estudos sociológicos da literatura ficcional. Ele adotou uma perspectiva que coloca a obra de arte em seu contexto social e histórico e que se esforça para reconstruí-la e analisá-la. Defensor feroz do realismo na literatura, repudiou o modernismo encarnado por autores como Kafka, Joyce ou Beckett. Em 1919, foi nomeado ministro da Cultura húngaro do governo da República Soviética da Hungria (entre março e agosto de 1919). Ele ainda foi agraciado postumamente com o Prêmio Goethe.
Lukács é amplamente descrito como o mais proeminente intelectual marxista da era stalinista, tendo sido preso por dois meses pela política "stalinista" em 1941 durante seu exílio na União Soviética, o que o fez mais tarde caracterizar o episódio como "sorte", já que as execuções tinham acabado. Contra o "stalinismo" (no qual, segundo ele, filosoficamente dominava um "hiperracionalismo" e uma "absurdidade") e o neopositivismo no marxismo, Lukács foi um dos fundadores do marxismo ocidental, uma tradição interpretativa que se afastou ou criticou a ortodoxia marxista ideológica da União Soviética naquele período, ainda que reconhecesse o papel teórico-prático de Lênin. Assim, Lukács também foi um teórico do marxismo-leninismo. Desenvolveu e organizou ideologicamente as práticas revolucionárias pragmáticas de Lênin na filosofia formal da revolução. Desenvolveu a teoria da reificação e contribuiu para a teoria marxista com o desenvolvimento da teoria da consciência de classe de Karl Marx.
Suas duas obras da maturidade mais importantes são a Estética e Para Uma Ontologia do Ser Social (ambas produzidas nos cursos dos anos 1960, apesar da velhice), em que desenvolve e identifica uma estética e uma ontologia em Marx. Também é muito considerada a polêmica obra A Destruição da Razão (publicada em 1954), que, destrinchando o que Lukács considerava como "irracionalismo" de autores como Schelling, Schopenhauer, Kierkegaard, Nietzsche, Dilthey, Schiller, Heidegger, Jasper, Weber, entre outros, buscou mapear na filosofia alemã o que teria levado ao nazismo ou a ele se associado.

## Período pré-marxista
Enquanto estudava na Universidade de Budapeste, Lukács foi membro de vários círculos socialistas que o colocaram em contato com o anarco-sindicalista Ervin Szabó, que o introduziu nas obras de Georges Sorel. Seu enfoque neste período foi, portanto, modernista e anti-positivista. De 1904 a 1908, ele esteve envolvido no grupo teatral Thalia, que produziu peças de dramaturgos como Henrik Ibsen, August Strindberg e Gerhart Hauptmann.
Lukács passou a maior parte deste período na Alemanha: estudou em Berlim em 1906 e, novamente, em 1909-10, onde foi aluno de Georg Simmel, e em Heidelberg, em 1913, quando se tornou amigo de Max Weber, Ernst Bloch e Stefan George. O sistema idealista que Lukács subscrevia neste tempo era derivado do neokantismo que dominava as universidades da Alemanha, mas também de algo de Platão, Hegel, Kierkegaard, Dilthey e Dostoievsky.
Lukács retornou a Budapeste em 1915 e liderou um círculo intelectual predominantemente de esquerda, que incluía figuras eminentes tais como Karl Mannheim, Béla Bartok, Béla Balázs e Karl Polanyi entre outros.

## Período marxista sob o domínio de Stálin

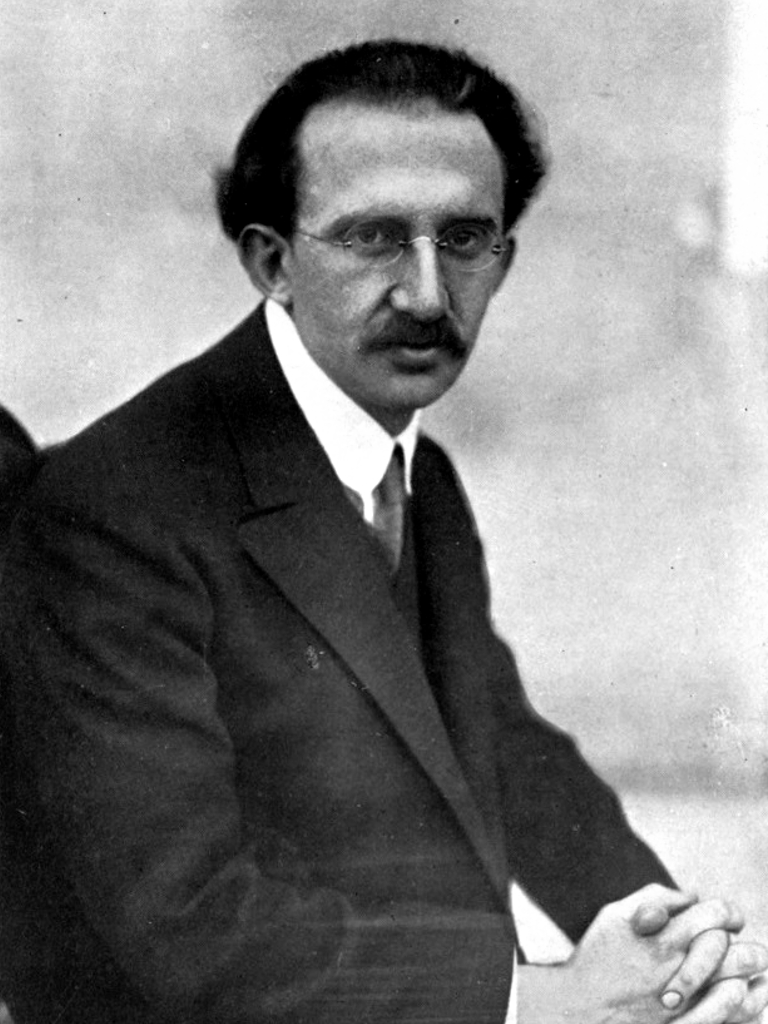
Lukács em 1919

À luz da Primeira Guerra Mundial e da Revolução Russa, Lukács repensou suas ideias. Ele tornou-se um dedicado marxista neste período e juntou-se ao clandestino Partido Comunista da Hungria em 1918. Como parte do curto governo da República Soviética da Hungria, Lukács foi feito Comissário do Povo para a Educação e Cultura (foi representante   do Comissariado para Educação Zsigmond Kunfi). Durante este período da República Soviética da Hungria, Lukács trabalhou como comissário na Quinta Divisão do Exército Vermelho Húngaro.
Depois que a República Soviética da Hungria foi derrotada, Lukács entra na clandestinidade indo para Viena. Ele foi preso, mas salvo da extradição graças aos esforços de um grupo de escritores que incluía Thomas Mann e Heinrich Mann.
Lukács voltou sua atenção para o desenvolvimento das ideias leninistas no campo da Filosofia. Sua maior obra neste tempo foi a coletânea de ensaios História e Consciência de Classe, primeiramente publicada em 1923. Estes ensaios demonstram seu esforço em prover o leninismo de uma melhor base filosófica do que o próprio Lênin tinha feito. Ao lado do trabalho de Karl Korsch, o livro foi atacado no quinto congresso do Comintern, em julho de 1924, por Grigory Zinoviev. Em 1924, logo depois da morte de Lênin, Lukács também publicou um curto estudo sobre ele: Um Estudo sobre a Unidade de seu Pensamento. Em 1925, publicou uma revisão crítica do Manual do Materialismo Histórico de Nikolai Bukharin.
Como húngaro exilado, ele permaneceu ativo na esquerda do Partido Comunista da Hungria, e se opôs ao programa de Béla Kun. Suas  Teses sobre Blum de 1928 clamava pela derrubada do regime de Horthy por meio de uma estratégia similar à Frente Popular dos anos 1930. Ele advogou uma ditadura democrática do proletariado e camponeses como um estágio de transição até a ditadura do proletariado. A estratégia de Lukács foi condenada pelo Comintern e posteriormente ele fez uma autocrítica política.
Lukács viveu em Berlim de 1929 a 1933, mas mudou-se para Moscou após a ascensão do nazismo, permanecendo lá até o fim da Segunda Guerra Mundial. Como Lukács viveu na União Soviética durante os anos 1940, ele foi considerado como agente do aparato de segurança soviética, assim como também o foi, Imre Nagy. (Vede Granville, Joanna. "Imre Nagy, aka "Volodya" - a dent in the martyr's halo?" Cold War International History Project Bulletin 5 (1995): 28, 34-36; KGB Chief Kryuchkov to CC CPSU, 16 June 1989 (trans. Joanna Granville). Cold War International History Project Bulletin 5 (1995): 36 [from: TsKhSD, F. 89, Per. 45, Dok. 82.]).
Depois da Guerra, Lukács se envolveu no estabelecimento do novo governo da Hungria, como membro do Partido Comunista Húngaro. Desde 1945 Lukács foi membro da Academia de Ciências Húngara. Entre 1945 e 1946 ele criticou duramente os filósofos e escritores não-comunistas. Este trabalho crítico foi parte da obrigação do trabalho de Lukács no partido, embora ele certamente também acreditasse na necessidade da crítica do pensamento não-comunista como algo intelectualmente deficiente. Lukács foi acusado de jogar um jogo "administrativo" (legal-bureaucratic) de remoção dos intelectuais independentes e não-comunistas da vida acadêmica húngara, a exemplo de Béla Hamvas, István Bibó, Lajos Prohászka e  Károly Kerényi. Intelectuais não-comunistas, como Bibó, foram frequentemente presos, forçados a entrar em manicômios e admitidos em trabalhos de menor envergadura intelectual (como trabalhos de traduções) ou ainda forçados a trabalhos manuais  durante o período de 1946–1953. Claudio Mutti diz que Lukács foi o membro da comissão do partido responsável pela feitura de listas de livros e trabalhos anti-democráticos e socialmente aberrantes. No jargão daqueles tempos "anti-democrático" era usado para significar anti-partidário ou anti-comunista e socialmente "aberrante" era usado para se referir a afirmações moral e eticamente consideradas fora da muito estreita ética oficial do Partido Comunista. As listas de trabalhos banidos (em três partes totalizando 160 páginas) eram distribuídas pelo Departamento de Propaganda e Informação, associado ao escritório do Primeiro Ministro. Os autores destes trabalhos eram silenciados pela lei, ou despedidos. Embora somente pela crítica intelectual, ou também pelos meios "administrativos", Lukács teve culpa pela censura da sociedade civil húngara durante a era de Tática Salami, de 1945 a 1950, na qual se estabeleceu o governo de Mátyás Rákosi.
Entretanto, a posição política pessoal de Lukács a respeito de estética e política cultural foi sempre que a cultura socialista deveria eventualmente triunfar em termos de qualidade, mas que este conflito devia se dar como competição cultural, não como medidas "administrativas". Entre 1948–49 a posição de Lukács, opinando pela tolerância intelectual dentro do partido, culminou no seu expurgo, quando Mátyás Rákosi se voltou com sua famosa Tática Salami sobre o próprio Partido Comunista Húngaro. Lukács foi reintegrado na vida do partido em meados dos anos 1950, e foi usado pelo partido durante os expurgos da associação de escritores em 1955-56 (Veja Aczel, Meray em Revolt of the Mind). Contudo, Aczel e Meray acreditavam que Lukács esteve apenas presente nos expurgos e citam que Lukács deixou o presidium e as reuniões como primeira evidência de relutância.

## Período da desestalinização
Em 1956 Lukács tornou-se ministro do breve governo comunista revolucionário liderado por Imre Nagy ao qual a União Soviética se opôs. Neste tempo, a filha de Lukács liderou a juventude comunista revolucionária. A posição de Lukács na Revolução Húngara de 1956 foi a de que o Partido Comunista Húngaro necessitava se retratar dentro da coalizão governamental dos socialistas, e rapidamente reconstruir sua credibilidade diante do povo húngaro. Com isto, enquanto ministro do governo revolucionário de Imre Nagy, Lukács também participou da refundação do Partido Comunista Húngaro em novas bases. Este partido foi rapidamente cooptado por János Kádár depois do 4 de Novembro de 1956.(Woroszylski, 1957).
Durante a Revolução Húngara de 1956, Lukács esteve presente nos debates da anti-partidária e revolucionária sociedade comunista Petofi, enquanto continuava a fazer parte do aparato partidário. Durante a Revolução, como mencionado no "Diário de Budapeste", Lukács defendeu um novo alinhamento ao Partido Comunista da União Soviética. No ponto de vista de Lukács, o novo partido poderia ganhar a liderança social pela persuasão ao invés da força. Lukács concebeu uma aliança entre os dissidentes jovens do partido, o revolucionário Partido Social Democrata Húngaro e o Partido Comunista Soviético de Lukács como o mais jovem parceiro. Depois de 1956, Lukács por pouco evitou a execução, e não se reintegrou no aparato partidário devido ao seu papel no governo revolucionário de Nagy. Os seguidores de Lukács foram indiciados por crimes políticos ao longo dos anos 1960 e 70, e vários deles fugiram para o Ocidente. O livro de Lukács sobre o Jovem Hegel e A Destruição da Razão foram usados para argumentar que ele havia se tornado um crítico do stalinismo como uma irracional distorção do Hegeliano-Marxismo de Lukács.
Após a derrota da Revolução, Lukács foi deportado para a Romênia com o resto do governo Nagy, mas ao contrário de Nagy, ele sobreviveu aos expurgos de 1956, retornando à Budapeste em 1957. Lukács abandonou publicamente suas posições de 1956 e fez uma autocrítica. Tendo abandonado suas primeiras posições autocriticamente, Lukács permaneceu leal ao Partido Comunista até sua morte em 1971. Entretanto, tornou-se o maior crítico do Partido Comunista da União Soviética e Hungria em seus últimos anos, após os levantes na França e Tchecoslováquia de 1968. Foi sepultado no Cemitério Kerepesi, Budapeste na Hungria.

## Obra
História e Consciência de Classe
Escrito entre 1919 e 1922 e publicado em 1923, "História e Consciência" inicia a corrente de pensamento que passou a ser conhecida como marxismo ocidental. O livro é notável pela contribuição ao debate concernente à relação entre sociologia, política e filosofia com o marxismo e pela reconstituição da teoria marxista da alienação, antes dos escritos de juventude do jovem Marx terem sido publicados. O trabalho de Lukács elabora e se expande sobre teorias marxistas tais como ideologia, falsa consciência, reificação e consciência de classe.
Para Lukács, "ideologia" é realmente a projeção da consciência de classe da burguesia, que funciona para prevenir que o proletariado atente para a real consciência de sua posição revolucionária. A ideologia determina mais a "forma de objetividade" do que a estrutura do conhecimento por si mesmo. A ciência do real deve se ater, de acordo com Lukács, ao pensamento da "totalidade concreta" através de que é possível pensar objetivamente um período histórico. Assim sendo, as chamadas "leis" eternas da economia são desmistificadas como ilusão ideológica projetada pelo objetivismo ("O que é Marxismo Ortodoxo?", 3º parágrafo). Ele também escreve: "Somente quando o coração do ser mostra-se como ser social, pode aparecer como um produto, inconsciente, da atividade humana, e esta atividade, por sua vez, é o elemento decisivo de transformação do ser." ("O que é Marxismo Ortodoxo?", 5º parágrafo). Finalmente, o "marxismo ortodoxo" não é definido como uma interpretação de O Capital como se este fosse uma Bíblia, mas como fiel ao método marxiano, à sua dialética.
Lukács apresenta a categoria da reificação argumentando que, devido à natureza íntima da sociedade capitalista, as relações sociais transformam-se em 'coisificação', impedindo o surgimento da consciência de classe. É neste contexto que um partido leninista emerge, no sentido de um revigorado marxismo dialético.
Já no ensaio homônimo à obra, “História da Consciência de Classe” (1920), Lukács lida primeiramente com a ausência da conceituação de classe em Marx, definindo-a como posição no modo de produção. A cada classe no capitalismo há uma consciência equivalente. Essa consciência não consiste no entendimento pessoal ou psicológico dos interesses individuais dos membros da classe, tampouco a soma ou a média desses entendimentos, mas seu sentido histórico: a história permite que uma consciência seja interpretada racionalmente e atribuída à classe.
Lukács concentra-se, então, na análise de duas classes: burguesia e proletariado. A burguesia, apesar de poder teoricamente entender a totalidade da sociedade, tem sua compreensão obstada pelos seus interesses e sua consciência assim fadada a uma falsa consciência. O proletariado tem o potencial pleno para a consciência da totalidade porque tem interesse na destruição do modo de produção capitalista; falta-lhe, porém, desvencilhar-se da falsa consciência tomada emprestada da burguesia, que estruturalmente e ideologicamente submete o todo da sociedade aos seus interesses. Para o filósofo húngaro, a revolução proletária não viria passivamente, mas como resultado da tomada de consciência pelo proletariado. As crises do capitalismo forçariam o proletário a abrir os olhos, conscientizar-se de sua posição de classe e identificar seus interesses com aqueles indicados historicamente.
No fim da carreira, Lukács repudiou as ideias de "História e Consciência de Classe", em particular a crença no proletariado como sujeito-objeto da História (1960: posfácio da tradução francesa), mas escreveu uma defesa deles, assim como fizera em 1925 e 1926. Este livro Lukács chamou "A Defesa de História e Consciência de Classe" e somente foi publicado em húngaro, em 1996, e inglês, em 2000. Esta obra talvez tenha sido o mais importante texto marxista desconhecido do século XX.

## Crítica literária e estética
Além de ser um pensador do marxismo político, Lukács foi também um dos mais influentes críticos literários no século XX. Sua importante obra de crítica literária começou bem cedo em sua carreira, com A Teoria do Romance, um trabalho seminal de teoria literária. O livro é uma história do romance enquanto forma literária, e uma investigação de suas distintas características, e demonstra forte inspiração hegeliana.
Lukács, posteriormente, quando mais afeito às ideias do marxismo clássico, repudiaria A Teoria do Romance, escrevendo uma introdução que o descreve como errôneo, apesar de conter um anti-capitalismo romântico que seria mais bem desenvolvido depois dentro do marxismo. (Esta introdução, ainda contém, a rejeição de Theodor Adorno e outros expoentes do marxismo ocidental, como tendo tomado assento no "Grand Hotel Abyss".)
O trabalho de crítica literária de Lukács inclui o bem conhecido ensaio "Kafka ou Thomas Mann?", no qual Lukács argumenta em favor da obra de Thomas Mann como uma superior adequação às condições da modernidade, enquanto critica o modo de inserção de Franz Kafka no modernismo. Lukács se opôs às inovações formais de escritores modernistas como Kafka, James Joyce, e Samuel Beckett, preferindo a estética tradicional do realismo. Ele defendia o caráter revolucionário dos romances de Sir Walter Scott e Honoré de Balzac; afirmando que estes autores, a despeito de suas nostalgias dos tempos aristocráticos, escreviam com um acurado senso crítico por causa de suas oposições à ascensão da burguesia (diferindo-se da oposição reacionária). Este ponto de vista foi expresso no seu último livro O Romance Histórico.
Além desse trabalho, são notáveis os textos "Notas sobre o romance" e "Narrar ou descrever?", em que o autor se debruça mais meticulosamente sobre a concepção marxista da literatura. No primeiro desses textos, Lukács faz uma revisão histórica da formação do gênero romanesco, desde as suas origens, passando pela época de sua consolidação histórica e chegando a prognósticos (considerados precipitados por vertentes teóricas de cunho marxista, mas substancialmente divergentes da de Lukács) a respeito das suas feições quando do triunfo do proletariado.
Ao mesmo tempo, o romance começa a adquirir forma, tendo como principal exemplo o livro de Miguel de Cervantes, Dom Quixote. Segundo Lukács, com o capitalismo, há a passagem de uma consciência coletiva para uma consciência individualista que leva, mais tarde, à formação do romance enquanto forma predominante da sociedade burguesa. Neste sentido, o romance caminha para a solução realista, depois de ter passado pelo romance histórico de Sir Walter Scott; surge, portanto, o romance realista como forma literária que apreende a individualidade como parte de uma estrutura mais geral. Dito de outro modo, de acordo com Lukács, orientado pelas principais teses do materialismo dialético, o romance realista é a forma literária por excelência da burguesia na medida em que privilegia o tipo - isto é, uma situação típica vivenciada por um personagem típico -, colocado sobre um pano de fundo histórico relevante; assim, de acordo com essa perspectiva, tem-se uma compreensão geral das contradições que engendram a sociedade burguesa-capitalista, uma vez que a situação narrada permite vislumbrar não só a particularidade que define a literatura, mas também o quadro geral de construção da mentalidade e de desvendamento das contradições e ideologias da sociedade capitalista. Nesse sentido, as ações, muito mais do que as minúcias descritivas, interessam mais ao crítico. Lukács destaca, então, a obra de Honoré de Balzac como paradigmática dessa relação.
Adiante, nesse mesmo ensaio, Lukács manifesta o seu repúdio pelas formas literárias naturalistas, que, segundo ele, em favor de "formalismos", sacrificam o nível actancial da narrativa (Ver: Círculo Linguístico de Praga), a fim de relevar aspectos da realidade que não necessariamente contribuem para um esclarecimento do público acerca de sua condição social. Dessa forma, escritores como Gustave Flaubert - e, mais tarde, todo o empreendimento das vanguardas históricas - são muito mal vistos pelo pensador húngaro.
O outro ensaio, "Narrar ou descrever?" retoma os aspectos abordados no ensaio acima. De forma programática, Lukács afirma que, em nome da construção de uma consciência mais crítica acerca do papel social dos sujeitos - que, segundo ele, é um dos objetivos da arte -, o "narrar" é preferível ao "descrever", na medida em que o primeiro revela contradições a partir de situações típicas, e o segundo descamba para formalismos que alienam o público.
Além desses ensaios, Lukács escreveu longos volumes sobre Estética. É notável, nessa sua produção, a reiteração de ideias sobre a deontologia da arte e da literatura. De acordo com o seu ponto de vista, que reflete apenas um dos desdobramentos possíveis e consolidados da epistemologia marxista - ao qual se opõe, por exemplo, o ponto de vista de Theodor Adorno, o papel principal da arte é contribuir para a transformação da consciência do indivíduo, apresentando-lhe formas alternativas e profundamente críticas de confronto com a sociedade capitalista e seu modo de produção. Como vimos acima, Lukács acredita que apenas o realismo artístico pode produzir esse grau de comprometimento e consciência, aproximando-se, nesse aspecto, do pensamento de Arnold Gehlen, autor que Lukács estudou com grande interesse a partir da década de 1950. Todavia, cumpre lembrar que essa visão estreita contribuiu, mais tarde, para a erupção do Realismo Socialista russo, que condenou, entre outros, artistas de vanguarda engajados na produção artística comprometida com os ideais marxistas, apesar de partirem, através de outro viés, para a crítica da sociedade burguesa.

## Lista de obras

### Fase pré-marxista
- História do Desenvolvimento do Drama Moderno (1911)

- A Alma e as Formas (1911)
- A Teoria do Romance (1916)

### Obras principais (já marxista)
- História e Consciência de Classe (1923)
- O Jovem Hegel e os Problemas da Sociedade Capitalista (1940)
- Literatura e Democracia (1947)
- A Crise da Filosofia Burguesa (1947)
- Esboço de uma Estética Marxista (1947)
- Por uma nova cultura magiar (1948)
- Problemas de Realismo (1948)
- Ensaio sobre Realismo (1948)
- Karl Marx e Friedrich Engels como Historiadores da Literatura (1948)
- Realistas Alemães do Século XIX (1951)
- Balzac e o Realismo Francês (1952)
- Breve História da Literatura Alemã (1953)
- A Destruição da Razão (1954)
- "Carta sobre o stalinismo" (1963) - para a revista italiana Nuovi Argomenti, dirigida por Alberto Carósio, por ocasião do XXII Congresso do Partido Comunista da União Soviética
- Estética I: A Peculiaridade do Estético (1963) - a única parte que redigiu da sua Estética
- Introdução a uma Estética Marxista (1967) - a primeira edição foi publicada em italiano em 1957 (Prolegomeni a un' estetica marxista) e só publicada em alemão (Über die Besonderheit als Kategorie der Aesthetik) em 1967; no Brasil, sua primeira edição se deu por iniciativa de Carlos Nelson Coutinho e Leandro Konder em meados dos anos de 1960 e recentemente pelo Instituto Lukács
- Conversando com Lukács (1967) - uma série de entrevistas concedidas a L. Kofler, W. Abendroth e H. H. Holz
- Para uma Ontologia do Ser Social (concluída em 1969, mas publicada postumamente; no Brasil, publicada em 2012 pela Boitempo Editorial)
- Prolegômenos Para uma Ontologia do Ser Social (também publicada postumamente)
- Pensamento Vivido. Autobiografia em Diálogo (1971) -  em suas últimas semanas, quando já não mais conseguia trabalhar na Ontologia por conta do câncer, seus discípulos, seguindo um esboço autobiográfico do próprio Lukács, fizeram a comovente entrevista deste livro

### Ensaios críticos marxistas
- “Nicolai Bukarin: teoria do materialismo histórico” (1925)
- “Moses Hess e o problema da dialética idealista” (1927)
- “O impacto da Revolução de Outubro no Leste” (1927)
- As Teses de Blum (1928), escritas sob pseudônimo na clandestinidade por ocasião do II Congresso do Partido Comunista Húngaro, realizado em 1929.
- “Da necessidade, uma virtude” (1933), esboço crítico à História e Consciência de Classe
- “Meu caminho para Marx” (1933), ensaio autobiográfico
- “A responsabilidade dos intelectuais” (1940), reunião de alguns ensaios escritos entre 1939 e 1941
- “Lenin e os problemas da cultura” (1946)
- “Grandes realistas russos” (1946)
- “Goethe e sua época” (1946)
- "Sobre o debate entre a China e a União Soviética" (1963), no qual toma posição a favor da política de paz da direção kruscheviana da União Soviética
- “Problemas da coexistência cultural” (1964)
- "O Jovem Marx" (1965) - no Brasil, saiu junto a outros textos no livro O Jovem Marx e outros escritos de filosofia, por iniciativa de José Paulo Neto e Carlos Nelson Coutinho
- "Democratização Ontem e Hoje" (1968, mas só publicado no original alemão em 1985)

## Intérpretes da obra lukácsiana no Brasil
Entre os intelectuais que originalmente sofreram influência filosófica e acabaram sendo intérpretes da obra de Lukács no Brasil destacam-se José Chasin, Carlos Nelson Coutinho, José Paulo Netto, Leandro Konder, Sérgio Lessa, Ricardo Antunes, Ester Vaisman, Ronaldo Vielmi Fortes, Arlenice Almeida, Celso Frederico, Claudinei Cássio de Rezende, Juarez Torres Duayer, Antonio Carlos Mazzeo, Luiz Barros Montez e Ivo Tonet. 